# 安芬細皮黑頭魚
安芬細皮黑頭魚，為黑頭魚科的其中一種，為深海魚類，分布於印度洋海域，棲息在中層水域，生活習性不明。

## 扩展阅读
維基物種上的相關：安芬細皮黑頭魚